# Amiens–Rouen-vasútvonal
A Amiens–Rouen-vasútvonal egy 139 km hosszúságú, 25 kV 50 Hz áramrendszerrel villamosított, normál nyomtávolságú, kétvágányú vasúti fővonal Franciaországban Amiens és Rouen között.

## Fontosabb állomások
A legfontosabb állomások a Saint-Denis–Dieppe-vasútvonalon:
- Gare d’Amiens
- Gare d’Abancourt
- Gare de Serqueux
- Gare de Rouen-Rive-Droite